# Soluna Samay
Soluna Samay Kettel (Ciudad de Guatemala, Guatemala, 27 de agosto de 1990) es una cantante guatemalteca-danesa. Representó a Dinamarca en el Festival de la Canción de Eurovisión 2012 con la canción "Should've Known Better".

## Origen
El padre de Samay es el músico alemán Gerd G. Kettel (de nombre artístico Gee Gee Kettel) y su madre es la artesana suiza Annelis Ziegler. Samay creció en las orillas del Lago de Atitlán de Guatemala, mientras acudía a la escuela estadounidense "Robert Muller LIFE". Soluna se trasladó a Dinamarca en 2000, ya que sus padres habían comprado una pequeña granja en la isla de Bornholm. Samay es políglota: habla inglés, danés, español y alemán con soltura.

## Carrera musical
El contacto de Samay con la música comenzó a los cinco años de edad cuando acompañaba a su padre en la batería y pronto comenzó a cantar junto a él. A los diez años de edad se cambió al bajo eléctrico y a los dieciséis al contrabajo. Con sus padres, pasaba los veranos en Bergen, Noruega, y tocando música por las calles de Europa, y durante los inviernos vivía en Guatemala. Soluna comenzó a tocar la guitarra hacia los doce años cuando también compuso sus primeras canciones. 

### Álbum debut
Samay grabó su álbum debut en solitario "Sing Out Loud" en un período de dos años, producido por Jesper Mejlvang y Michael Friis. Fue publicado por Baltic Records el 23 de septiembre de 2011.

### Eurovisión 2012
Samay fue invitada por la televisión danesa DR1 a participar en su preselección para Eurovisión, el Dansk Melodi Grand Prix, con la canción "Should've Known Better", escrita por Remee Remee y Isam B (de Outlandish) y producida por Chief1. Ganó el Dansk Melodi Grand Prix 2012 el 21 de enero de 2012, con lo que representó a Dinamarca en el Festival de la Canción de Eurovisión 2012 que se celebró en Bakú, Azerbaiyán, quedando en la posición 23 con 21 puntos.